# Aubécourt
Aubécourt est une ancienne commune française du département de la Moselle en région Grand Est. Elle est rattachée à celle de Rémilly depuis 1813.

## Géographie
Cette localité est située sur la rive gauche de la Nied française ; la ligne de Réding à Metz-Ville passe à proximité des habitations.

## Toponymie
Anciennes mentions : Aulbecourt (1564), Aubecourt (1631), Aubecourt-la-Grande (1685), Aubcourt (1770), Hebécourt (carte Cassini).
En lorrain : Aubco et Aubeco. Pendant l'annexion allemande : Abbenhofen (1915-1918).

## Histoire
À l'époque de l'Ancien régime, Aubécourt dépend des Trois-Évêchés et plus précisément du bailliage de Metz pour une partie et du bailliage de Vic pour une autre partie. Sur le plan religieux, Aubécourt était une annexe de la paroisse de Herny.
La commune d'Aubécourt est réunie à celle de Rémilly en 1813,.

## Politique et administration
| Période                                  | Période | Identité       | Étiquette | Qualité |
| ---------------------------------------- | ------- | -------------- | --------- | ------- |
| an VIII                                  |         | Jean Grandjean |           |         |
| Les données manquantes sont à compléter. |         |                |           |         |

## Démographie
| 1793 | 1800 | 1806 |
| ---- | ---- | ---- |
| 111  | 110  | 107  |